# Mississaugas

Rango de extensión en el área de los Grandes Lagos de los pueblos anishinaabe-anishinini alrededor de 1800, incluidos los mississauga en azul oscuro

Los mississaugas son una subtribu de los pueblos de las Primeras Naciones de habla anishinaabe ubicados en el sur de Ontario, Canadá. Están estrechamente relacionados con los Ojibwe . El nombre "Mississauga" proviene de la palabra anishinaabe Misi-zaagiing, que significa "[Aquellos en la] desembocadura del Gran Río". Está estrechamente relacionado con la palabra ojibwe Misswezahging, que significa 'un río con muchas salidas'.

## Historia
Según las historias orales anishinaabe, después de partir del "segundo lugar de parada" cerca de las cataratas del Niágara, los pueblos anishinaabe centrales emigraron a lo largo de las orillas del lago Erie a lo que ahora es el sur de Míchigan. Los mississaugas emigraron a lo largo de una ruta del norte por el río Credit, hacia la bahía Georgiana . Estas fueron consideradas sus tierras tradicionales históricas en las orillas del lago Superior y el norte del lago Hurón alrededor del río Mississagi en el actual Ontario. Los mississaugas llamaban al núcleo de los anishinaabe al Midewiwin, que significa 'regresar al camino de la buena vida'. Los pueblos anishinaabe centrales formaron el Consejo de los Tres Fuegos y emigraron de su "Tercer Lugar de Parada" cerca de la actual ciudad de Detroit a su "Cuarto Lugar de Parada" en la isla Manitoulin, a lo largo de las costas orientales de la bahía Georgiana.

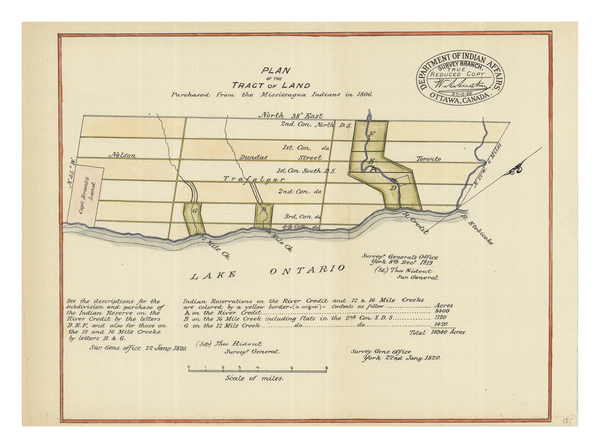
El mapa muestra las subdivisiones y la compra de la Reserva Indígena en el río Credit y los arroyos 12 Mile y 16 Mile. La compra tuvo lugar en 1806, pero este mapa fue publicado en 1820 por el Departamento de Asuntos Indígenas.

Las tierras natales de los mississaugas fueron originalmente reclamadas por los hurones, quienes fueron expulsados por los haudenosaunee en las Guerras de los Castores en 1649/50. Los ojibwe anishinaabe luego se mudaron al área alrededor de 1700, expulsando a los haudenosaunee. Los franceses habían llamado previamente a una banda anishinaabe cerca del río Mississagi Oumisagai o Mississauga y, por razones desconocidas, comenzaron a aplicar ese nombre a los ojibwe que se apoderaron de las tierras inmediatamente al norte del lago Ontario. En la Carte du Mississippi et des lacs Supérieur, Michigan et Huron de 1675, los mississaugas se registraron como "Missisakingdachirinouek" (Misi-zaaging dash ininweg: "Hablantes habituales de la desembocadura del Gran Río"). No era así como los mississaugas se conocían originalmente a sí mismos, pero eventualmente adoptaron el nombre y lo usan hasta hoy.
Cuando Conrad Weiser realizó un censo en Logstown en 1748, identificó a la gente como Tisagechroamis, su intento de transmitir el sonido de su nombre de exónimo en idioma wendat. Otras variantes de esta ortografía fueron Tisagechroamis, Tisaghechroamis, Tisagechroan, Tisagechroanu y Zisaugeghroanu. "Los Tisagechroanu eran los Mississagas del lago Hurón, una gran tribu de indios franceses, o bajo influencias francesas. El nombre Tisagechroanue aquí es probablemente un error de imprenta, ya que con mayor frecuencia se encuentra como Zisaugeghroanu".
En 1848, los haudenosaunee otorgaron tierras a los mississaugas dentro de la Reserva de las Seis Naciones del primero en el río Grand. Los mississaugas se establecieron en New Credit. A partir del siglo XIX, los mississaugas buscaron obtener una compensación por la tierra que se les otorgó pero que se entregó a otros colonos. En el siglo XXI, el gobierno canadiense otorgó a los mississaugas de la Primera Nación de New Credit casi $ 145 millones en la resolución de este reclamo de tierras.